# Isernia F.C.
Câu lạc bộ bóng đá Isernia, viết tắt là Isernia, là một câu lạc bộ bóng đá Ý có trụ sở tại thành phố Isernia, Molise . Biệt danh của họ là "pentri" (đây là tên của bộ lạc quan trọng nhất Samnites). Họ chơi trận đấu trên sân nhà của họ tại Stadio Mario Lancellotta.

## Lịch sử

### Thành lập
Được thành lập vào năm 1928 với tên Samnium Isernia, Isernia FC đã dành phần lớn lịch sử của mình vào các cấp độ bán chuyên nghiệp khu vực của Bóng đá Ý. Trong các mùa giải 1984-85, 1985-86  và 2003-04, Isernia chơi ở Serie C2 (hiện là Lega Pro Seconda Divisione), cấp độ bóng đá chuyên nghiệp thứ tư của Ý.

### Thành lập lại

#### Từ Sporting Isernia đến Sporting Aesernia
Thất bại vào năm 2004, đội ngay lập tức được giới thiệu là ASD Sporting Isernia, năm 2007 đã được sáp nhập với ASD Aesernia thành lập ASD Sporting Aesernia.

### Từ Real Isernia đến Isernia FC
Vào mùa hè năm 2009, câu lạc bộ mới chơi trên Promozione đã được sáp nhập với ASD Real Rocca d'Evandro 2006 của Scapoli, câu lạc bộ thi đấu tại Eccellenza Molise, thành lập ASD Real Isernia.
Đầu tiên xếp vào 2010-2011 Eccellenza Molise, trong mùa hè năm 2011 được đổi tên thành Isernia FC chơi từ mùa 2011-2012 ở Serie D.

## Màu sắc và huy hiệu
Màu sắc của đội là trắng và xanh da trời.

## Đối thủ và mối quan hệ bạn bè
Được thành lập vào năm 1994, Cherokee là nhóm ultras lớn nhất của câu lạc bộ.  Isernia có sự cạnh tranh mạnh mẽ với Cassino và Vasto nhưng đối thủ chính của họ là các đội láng giềng Campobasso, Termoli và Venafro. Ngược lại, các ultras có mối quan hệ thân thiện với Manfredonia, Terracina, Maceratese và Gipsy Gang (Rapid B ERIC).

## Sân vận động
Sân nhà là Stadio Mario Lancellotta.